# Hercules in the Underworld
Hercules in the Underworld (no Brasil, Hércules no Mundo dos Mortos) foi o quarto filme televisivo de 1994, relacionado a série de fantasia Hercules: The Legendary Journeys, estrelado por Kevin Sorbo como o herói Hércules.

## Sinopse
Quando os aldeões começam a desaparecer, descobre-se que eles haviam caído por uma fenda na terra que vai direto para o inferno. Então, uma menina pede a Hércules para ajudá-la a salvar sua cidade que está prestes a ser engolida pelo abismo. Hércules mais uma vez vem ao salvamento, mas o malvado Centauro Nesso mata Deianeira obrigando o herói a descer ao submundo. 

## Elenco
- Kevin Sorbo como Hércules
- Anthony Quinn como Zeus
- Tawny Kitaen como Deianeira
- Marley Shelton como Iole
- Cliff Curtis como Nesso
- Jorge González como Eryx
- Timothy Balme como Lycastus
- Michael Hurst como  Aelus/Charon
- Mark Ferguson como Hades
- Rose McIver como Ilea
- Paul McIver como Aeson
- Simon Lewthwaite como Klonus
- Rose Glucina como Althea